# Teraz (album Doroty Osińskiej)
Teraz – trzeci album studyjny polskiej aktorki i piosenkarki Doroty Osińskiej. Ukazał się w listopadzie 2013, przed terminem porodu artystki. Osińska swojemu dziecku zadedykowała piosenkę "Cztery słońca". Na pierwszy singiel zaś wybrano "Szaleć". W utworze "Coś z Cohena" gościnnie wystąpił Zbigniew Zamachowski.

## Lista utworów
| 1.  | "Szaleć" muz. Piotr Banaszek, sł. Monika Partyk                                                             | 3:15  |
|     | |       |
| 2.  | "To nie banał" muz. Paweł Stankiewicz, sł. Monika Partyk                                                    | 3:00  |
|     | |       |
| 3.  | "Piosenka minimalistyczna" muz. Włodzimierz Korcz, sł. Monika Partyk                                        | 3:08  |
|     | |       |
| 4.  | "W samochodzie" muz. Paweł Stankiewicz, sł. Asja Łamtiugina                                                 | 3:32  |
|     | |       |
| 5.  | "Cztery słońca" muz. Paweł Stankiewicz, sł. Monika Partyk                                                   | 3:07  |
|     | |       |
| 6.  | "Nieznani sprawcy" muz. Piotr Banaszek, sł. Piotr Cieński                                                   | 4:00  |
|     | |       |
| 7.  | "Song o morzu" muz. Jerzy Satanowski, sł. Monika Partyk                                                     | 3:03  |
|     | |       |
| 8.  | "Nie dla skorpionów" muz. Dariusz Łapiński, sł. Asja Łamtiugina                                             | 3:35  |
|     | |       |
| 9.  | "Jestem chora" (oryg. "Je suis malade") muz. Alice Dona, sł. Monika Partyk na podstawie tekstu Serge'a Lamy | 4:31  |
|     | |       |
| 10. | "Pomroczność" muz. Piotr Banaszek, sł. Małgorzata Wojciechowska                                             | 3:36  |
|     | |       |
| 11. | "Biec w nadzieję" muz. Włodzimierz Korcz, sł. Krzysztof Cezary Buszman                                      | 3:36  |
|     | |       |
| 12. | "Coś z Cohena" (+ Zbigniew Zamachowski) muz. Paweł Stankiewicz, sł. Monika Partyk                           | 4:27  |
|     | |       |
|     | | 42:50 |
|     | |       |